# Роберта (Џорџија)
Роберта (енгл. Roberta) град је у америчкој савезној држави Џорџија. По попису становништва из 2010. у њему је живело 1.007 становника.

## Демографија
Према попису становништва из 2010. у граду је живело 1.007 становника, што је 199 (24,6%) становника више него 2000. године.
| Група             | 2000.       | 2010.       |
| Белци             | 389 (48,1%) | 507 (50,3%) |
| Афроамериканци    | 390 (48,3%) | 443 (44,0%) |
| Азијати           | 6 (0,7%)    | 15 (1,5%)   |
| Хиспаноамериканци | 5 (0,6%)    | 31 (3,1%)   |
| Укупно            | 808         | 1.007       |